# André-Antoine Neyron
André-Antoine Neyron, né à Saint-Étienne le 4 août 1772 et mort à Outre-Furens (aujourd'hui rattaché à Saint-Étienne), le 24 octobre 1854, est un négociant influent. Il a été maire de Saint-Étienne sous le Premier Empire.

## Biographie
Fils de Antoine Neyron et neveu de Jacques Neyron qui ont exercé les fonctions de maire de Saint-Étienne, il a participé au mouvement fédéraliste en 1793 et à la défense de Lyon. Ayant échappé aux jacobins, il participe avec son oncle François Jourjon-Robert à la Terreur blanche. Fabricant de rubans, il reprend l'entreprise familiale, Veuve Marcellin Neyron.
Il exerce tour à tour ou successivement les fonctions de juge au tribunal de commerce, maire de Saint-Genest-Lerpt(1808), président du canton du Chambon et de commandant de la Garde d'Honneur de Saint-Étienne avant d'être nommé maire de Saint-Étienne le 27 septembre 1809. Colonel de la Garde nationale en 1814-1815 (ce qui lui vaut la Légion d'honneur en 1816), puis de nouveau en 1830, s'il siège de nouveau au conseil municipal de Saint-Étienne entre 1813 et 1815, puis en 1819, il va désormais vivre à Outre-Furens, dont il devait être nommé maire à deux reprises : sous la Restauration (de 1815 à 1826) et surtout sous la Monarchie de Juillet (de 1836 à 1848).
Il est actionnaire des premières sociétés qui se constituent dans la Loire : la Compagnie des Mines de fer (1818), la Compagnie des Mines de Roche-la-Molière (1820), la Compagnie du Chemin de fer. En 1826 il s'associe avec les frères Seguin pour la réalisation d'un port sec à l'arrivée du chemin de fer de Lyon sur des terrains qu'il possède à l'entrée de la ville. Il obtient  de Charles X, le 4 novembre 1824, la concession houillère de Méons et abandonne son activité dans la rubanerie. Il possède aussi des intérêts dans la mine du Gagne-Petit et dans la concession de Berard. Sous la direction de l'ingénieur Harmet, Méons est vite considérée comme une exploitation modèle, visitée par la duchesse d'Angoulême (1826) et le duc d'Orléans (1830).
Ayant vendu sa concession en 1838, il contribue financièrement à la construction de l'église Sainte-Barbe du Soleil. Maire d'Outre-Furens, il essaie de s'interposer entre les grévistes et la troupe lors de la grève de 1846 et manque de peu d'être tué lors de la fusillade.

## Source
- Gérard-Michel Thermeau, André-Antoine Neyron, essai biographique, Publications de l'Université de Saint-Étienne, 2003